# Billy the Kid (pel·lícula de 1930)
Billy the Kid és una pel·lícula estatunidenca dirigida per King Vidor i estrenada l'any 1930. El febrer de 2020, la pel·lícula es va projectar al 70è Festival Internacional de Cinema de Berlín, com a part d'una retrospectiva dedicada a la carrera de King Vidor.

## Argument
El jove Billy treballa per al ranxer Tunston, que està enfrontat amb l'home que intenta controlar tot el comtat de Lincoln, el coronel Donovan. Tunston és assassinat i Billy jura venjar-lo, enfrontant-se per això amb el xèrif Pat Garrett.
La pel·lícula suavitza les formes pel que fa a la definició d'un personatge que a Vidor li interessava sobretot per la seva barreja de dolçor i còlera destructiva. Encara més maquillat va ser el retrat del personatge a Billy the Kid de David Miller amb Robert Taylor.

## Comentaris
Per al seu primer dels cinc westerns, Vidor fa una aproximació a la figura de Billy el Nen tot incidint en el realisme sonor en exteriors ja explorat en el melodrama Al·leluia! (1929), i va indagar en els experiments amb pantalla ampla al fotografiar la pel·lícula en sistema panoràmic de 70 mm.

## Repartiment
- John Mack Brown: William H. 'Billy el Nen' Bonney
- Wallace Beery: Diputat xèrif Pat Garrett
- Kay Johnson: Claire Randall
- Karl Dane: Swenson
- Wyndham Standing: John W. 'Jack' Tunston
- Russell Simpson: Angus McSween
- Blanche Friderici: Mrs. McSween
- Roscoe Ates: Old Stuff
- Warner Richmond: Bob Ballinger
- James A. Marcus: Coronel William P. Donovan
- Nelson McDowell: Frank Hatfield
- Jack Carlyle: Mr. Dick Brewer
- John Beck: Butterworth
- Chris-Pin Martin: Santiago
- Marguerita Padula: Nicky 'Pinky' Whoosiz